# Moravská Třebová
Moravská Třebová (deutsch: Mährisch-Trübau) ist eine Stadt im Okres Svitavy der Region Pardubice.

## Geographische Lage

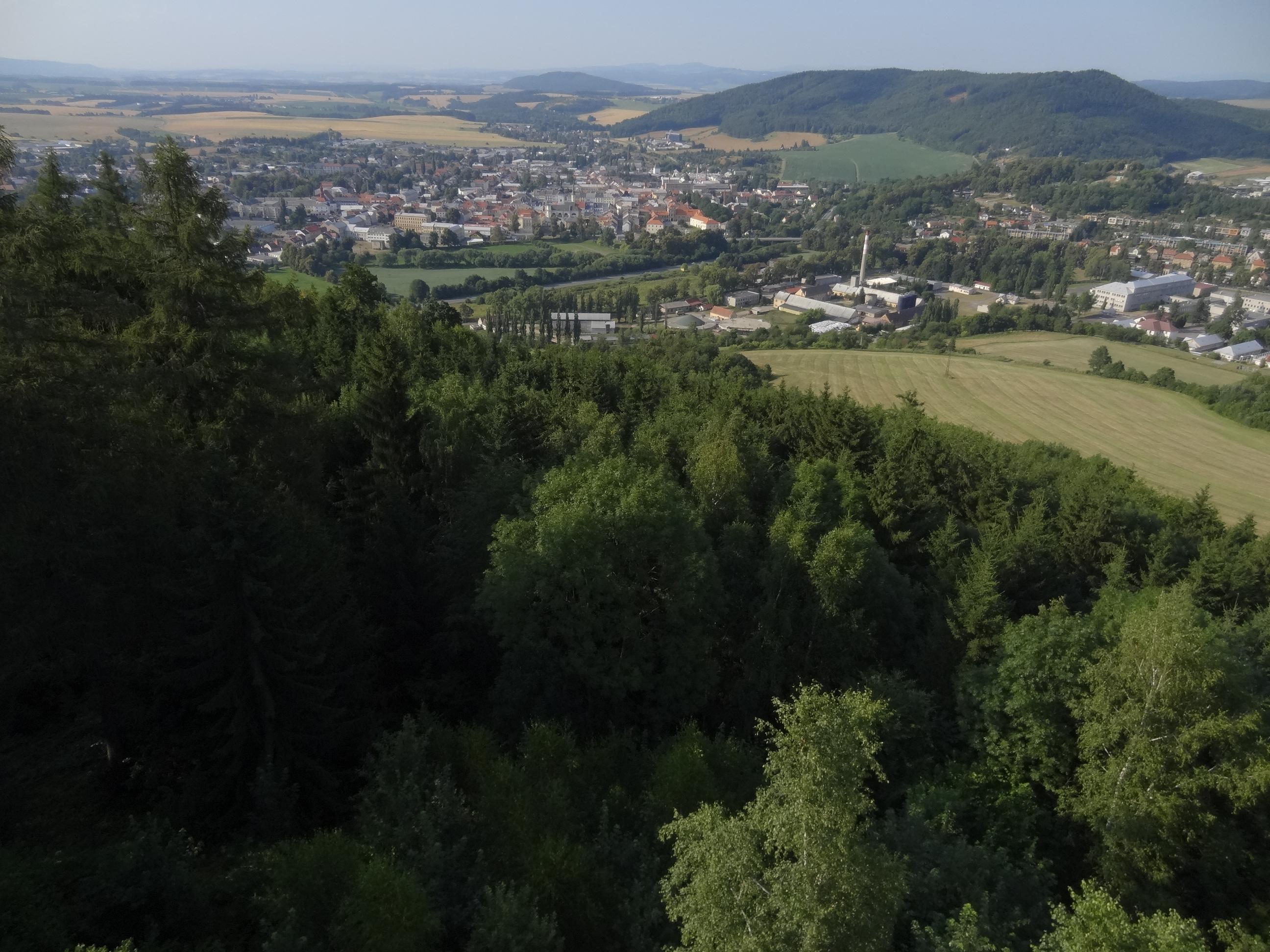
Ortsansicht

Die Stadt liegt in Mähren  an der Třebůvka (Mährische Triebe), einem Nebenfluss der March, in der Landschaft des Schönhengstgaus, der ehemals größten deutschen Sprachinsel in Böhmen und Mähren.

## Stadtgliederung
Zur Stadt Moravská Třebová gehören neben der Vorstadt (Předměstí) die eingemeindeten Ortschaften Boršov (Porstendorf), Sušice (Tsuschitz) und Udánky (Undangs).

## Geschichte

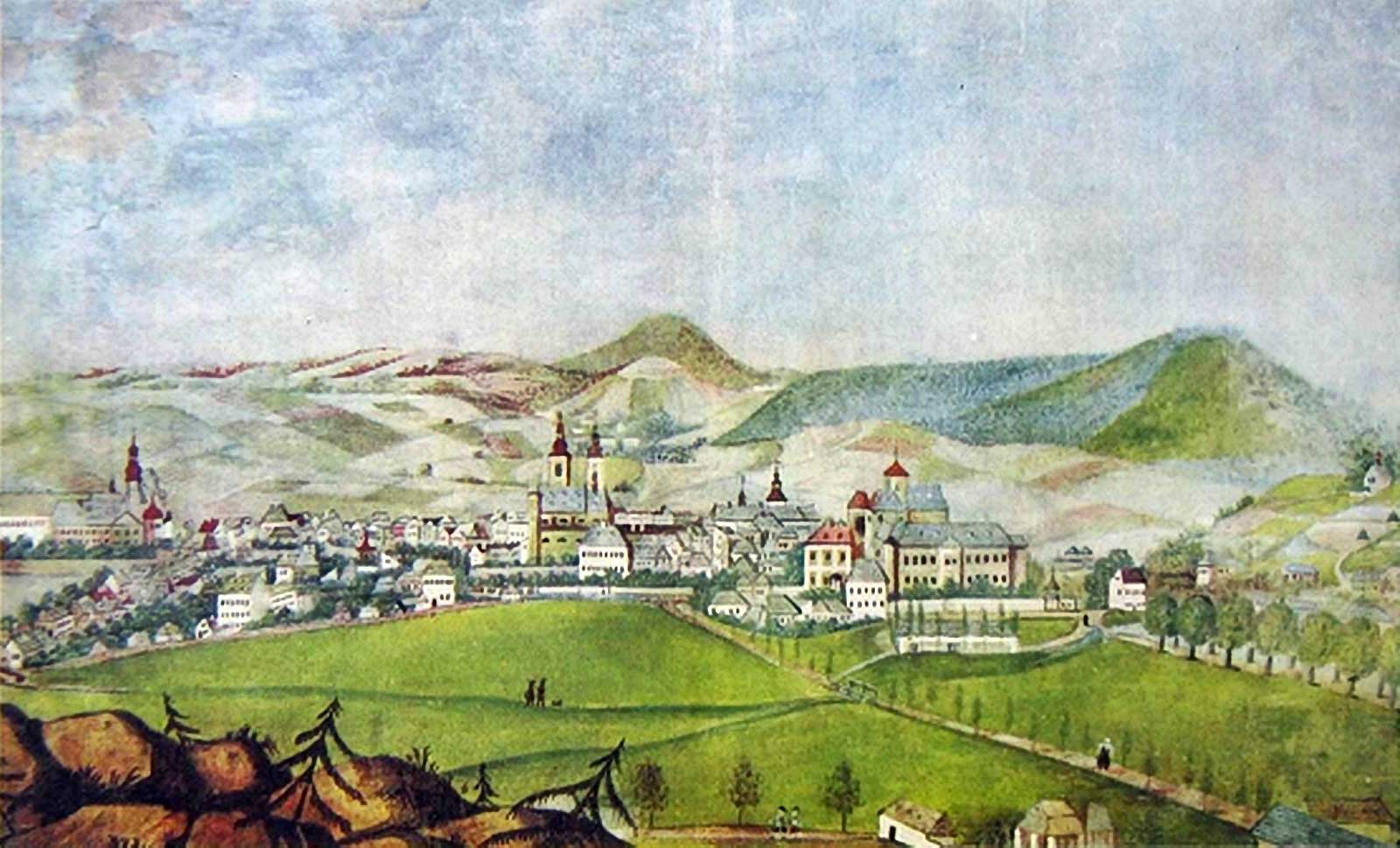
Stadtansicht 1840

Unter der Herrschaft der Herren von Boskowitz und Ladislav Velen von Zerotein von 1486 bis 1622 war Mährisch-Trübau ein Zentrum der humanistischen Gelehrsamkeit und wurde „das mährische Athen“ genannt.
Bei der Volkszählung 1930 hatte die Stadt 8167 Einwohner (davon 801 Tschechen – 10 %).
Nach dem Münchener Abkommen (September 1938) gehörte Mährisch Trübau von 1938 bis 1945 zum Regierungsbezirk Troppau im Reichsgau Sudetenland des Deutschen Reichs. Nach Ende des Zweiten Weltkriegs  wurden die 1938 an Deutschland übertragenen Territorien wieder von der Tschechoslowakei übernommen. 1945/46 wurde die deutschsprachige Bevölkerung aus der Stadt Mährisch Trübau vertrieben, ihr Vermögen durch das Beneš-Dekret 108 konfisziert und die katholische Kirche während der kommunistischen Ära (1948–1989) enteignet.
Zwischen 1850 und 1960 war Moravská Třebová Bezirksstadt.
Annenruhe
Für die historische Begebenheit am Křížový vrch (Kreuzberg), die Ausgangspunkt eines Volksstückes von Josef Willhardt wurde, siehe Annenruhe.

## Bevölkerung
Bevölkerungsentwicklung bis 1945
| Jahr | Einwohner | Anmerkungen                                                                               |
| ---- | --------- | ----------------------------------------------------------------------------------------- |
| 1854 | 4.035     | davon 4.025 Katholiken deutscher Zunge, sechs Protestanten (‚Akatholiken‘) und vier Juden |
| 1857 | 4.814     | [ 4 ]                                                                                     |
| 1900 | 7.733     | meist deutsche Einwohner                                                                  |
| 1930 | 8.167     | davon 801 Tschechen                                                                       |
| 1939 | 8.199     | [ 6 ]                                                                                     |

Bevölkerungsentwicklung nach Ende des Zweiten Weltkriegs
(Stand: 31.12. des jeweiligen Jahres)
| Jahr | Einwohner |
| ---- | --------- |
| 1971 | 09.171    |
| 1980 | 11.657    |
| 1990 | 12.462    |
| 2000 | 11.632    |

| Jahr | Einwohner |
| ---- | --------- |
| 2010 | 10.853    |
| 2020 | 09.795    |
| 2022 | 09.685    |

## Sehenswürdigkeiten

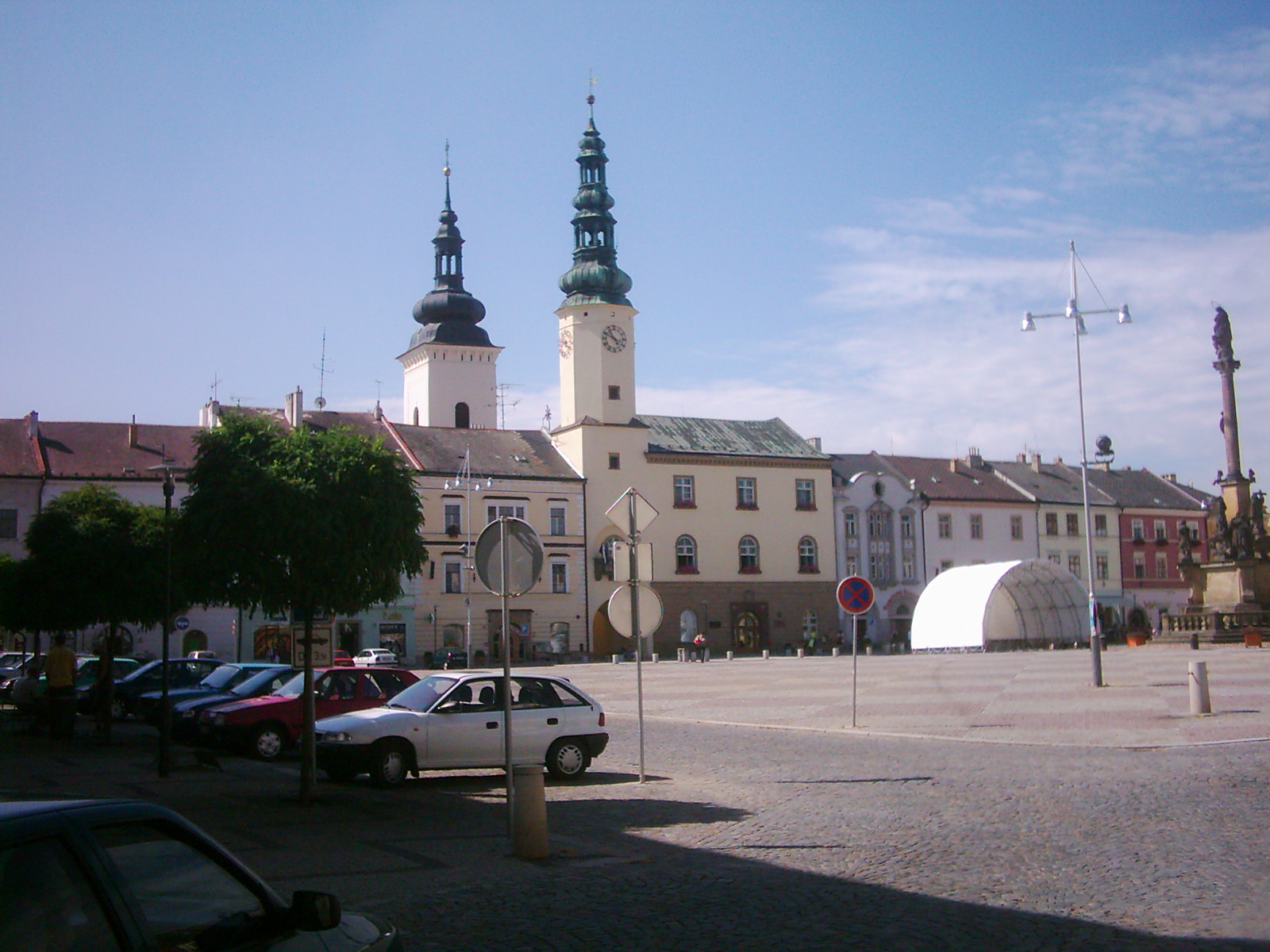
Platz T.G.Masaryk

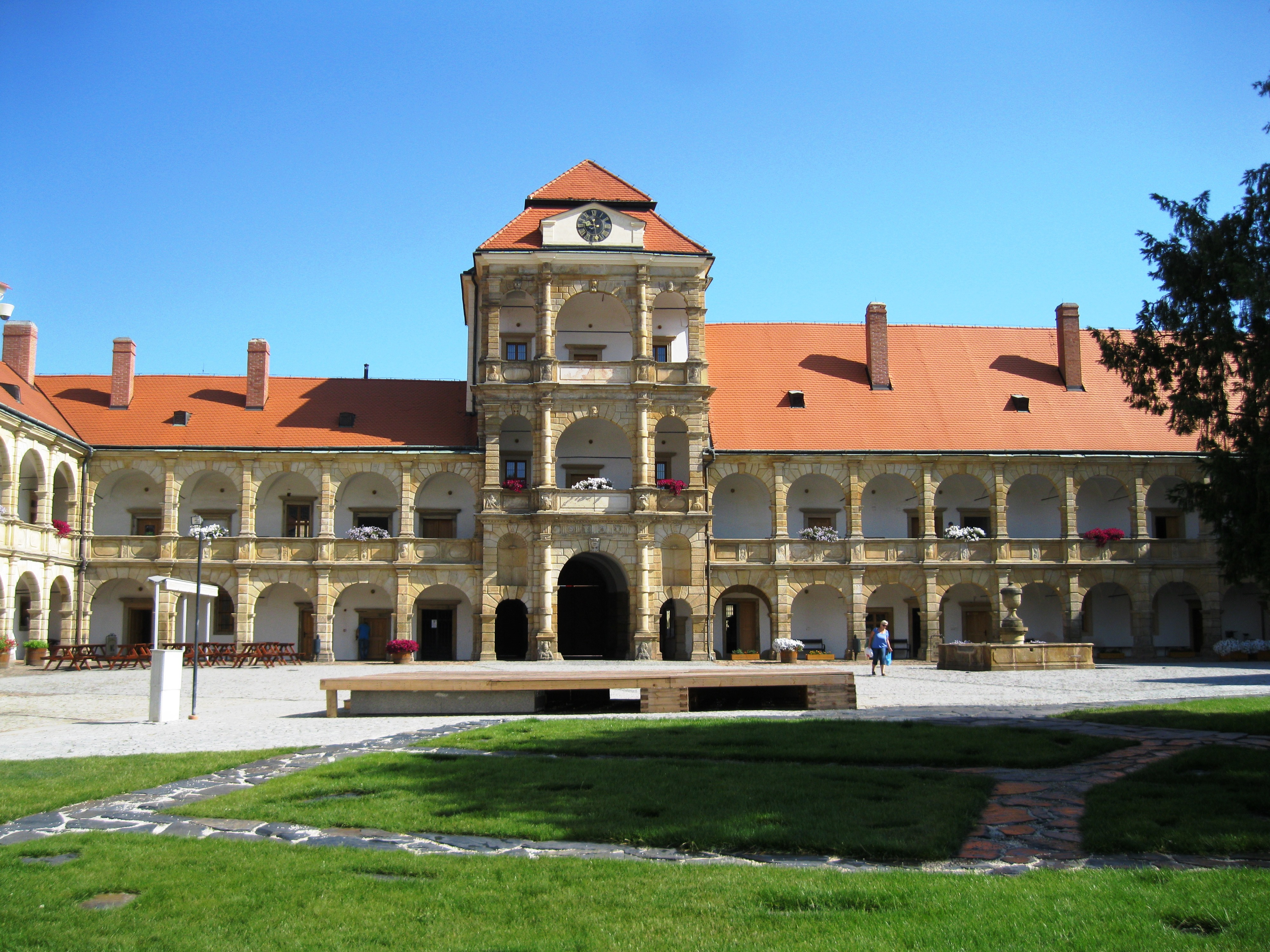
Schloss

Die Stadt ist seit 1980 als städtisches Denkmalreservat eingestuft und besitzt zahlreiche Einzeldenkmale:
- Rathaus
- Bürgerhäuser
- Schloss Moravská Třebová
- Kirche Mariä Himmelfahrt
- Loreto-Kapelle
- Kirche St. Josef auf dem Kreuzberg
- Kreuzkapelle am Kalvarienberg
- Mariensäule
- Stadtmuseum
- ehemaliges Franziskanerkloster
- ehemaliges Piaristengymnasium
- Lateinschule
- Friedhof mit zahlreichen historischen Grabdenkmälern

## Partnerstädte
- Banská Štiavnica, Slowakei
- Staufenberg, Deutschland
- Vlaardingen, Niederlande

## Söhne und Töchter der Stadt
- Nikolaus von Dornspach (1516–1580), Bürgermeister von Zittau
- Carl Giskra (1820–1879), österreichischer Politiker
- Hermann Blodig (1822–1905), Jurist, Ökonom und Hochschullehrer
- Ludwig Vincent Holzmaister (1849–1923), US-amerikanischer Unternehmer, Gründer des „Holzmaister-Museums“
- Karl Karafiat (1866–1929), Geistlicher, Denkmalpfleger und Heimatforscher
- Franz Budig (1870–1928), im eingemeindeten Porstendorf geborener Politiker und Landwirt
- Rudolf von Eichthal (1877–1974), Schriftsteller und Musiker
- Julius Schindler (1878–1941), deutscher Unternehmer
- Hugo Hodiener (1886–1945), Landschaftsmaler
- Walther Hensel (1887–1956), deutscher Musikwissenschaftler
- Hugo Herrmann (1887–1940), zionistischer Autor, Verleger und Propagandist
- Franz Josef Mayer-Gunthof (1894–1977), österreichischer Unternehmer
- Ernst Peschka (1900–1970), nationalsozialistischer Politiker
- Josef Lidl (1911–1999), deutscher Graphiker, Autor, Musiker und Heimatkundler
- Karl Dittert (1915–2013), deutscher Designer
- Friedrich Lang (1915–2003), Pilot und Offizier der deutschen Luftwaffe und Bundeswehr
- Gert Wilden (1917–2015), deutscher Komponist und Dirigent
- Franz Kirchner (1919–2003), DDR-Volkskammerabgeordneter, CDU-Funktionär und Oberbürgermeister von Weimar
- Gerhard Pieschl (* 1934), Weihbischof in Limburg
- Wolfgang Ehrenberger (* 1941), Informationswissenschaftler
- Adolf Nowak (1941–2025), deutscher Musikwissenschaftler und Hochschullehrer
- Wolfgang Bier (1943–1998), Bildhauer
- Gernot Heger (* 1943), deutscher Mineraloge und Kristallograph
- Jaroslava Maxová (* 1957), Mezzosopranistin
- Martin Abraham (* 1978), Fußball- und Futsalspieler
- Roman Kreuziger (* 1986), Radrennfahrer
- Leopold König (* 1987), Radrennfahrer
- Marek Langhamer (* 1994), Eishockeytorwart

## Persönlichkeiten, die in der Stadt wirkten
- Georg Pacák (1670–1742), Bildhauer
- Thaddäus Supper (1712–1771), Maler und Bildhauer
- Vincenz Weber (1809–1859), Arzt und Dichter, war Stadtphysicus der Stadt, Bezirks- und Gerichtsarzt
- Alois Czerny (1847–1917), deutschmährischer Heimatforscher
- Hermann Hammerl (1853–1933), Physiker und Gymnasialprofessor
- Moritz Schur (1860–1933), Textilindustrieller
- Pater Petrus Mangold (1889–1942), ab Januar 1940 kommissarischer Provinzial für die sudetendeutschen Franziskanerklöster, lebte und wirkte bis zu seiner Verhaftung durch die Gestapo im Franziskanerkloster in Mährisch Trübau.
- Gustav Peichl (1928–2019), Architekt und Karikaturist, besuchte 1938 die Oberschule für Jungen in Mährisch-Trübau und war dort von 1944 bis 1947 technischer Zeichner am Stadtbauamt
- Alois Stenzl (1882–1942), Obmann der Deutschen Gewerbepartei und 1925–1935 Abgeordneter im Parlament der Ersten Tschechoslowakischen Republik